# Costa Coffee
Costa Coffee es una cadena internacional de cafeterías, fundada en 1971 en Londres (Reino Unido) por dos hermanos italianos, Bruno y Sergio Costa, y que actualmente forma parte de la multinacional Coca-Cola. Es la segunda cadena de cafeterías con más establecimientos del mundo, por detrás de Starbucks, y la primera en Reino Unido.

## Historia
La cadena fue fundada en 1971 por Bruno y Sergio Costa, hijos de inmigrantes italianos, como un negocio de distribución de café a otros establecimientos en Lambeth, Londres. A partir de 1978 comenzaron a vender su propia marca en una tienda de Vauxhall Bridge. 
En 1985 Sergio compró a Bruno todas sus acciones de la empresa y se dedicó a expandirla a nivel británico, alcanzando los 41 locales en 1995. Ese mismo año la multinacional hotelera Whitbread se hizo con el control de Costa Coffee para convertirla en una subsidiaria e inició un ambicioso plan de expansión internacional. En 2009 se superaron los 1000 locales y Costa se hizo con una importante cadena de cafeterías de Europa del Este, CoffeeHeaven, por 36 millones de libras.
Costa Coffee cuenta en la actualidad con 1755 cafeterías en Reino Unido y otras 1106 franquicias a nivel mundial en 30 países, en su mayoría de Europa del Este y Oriente Próximo. En 2013 abrió su primer establecimiento en España.
En 2018 se anunció que la cadena había sido adquirida por The Coca Cola Company, en una operación valorada en 4350 millones de euros.